# Loxaspilates biformata
Loxaspilates biformata là một loài bướm đêm trong họ Geometridae.